# Kreis Bihor

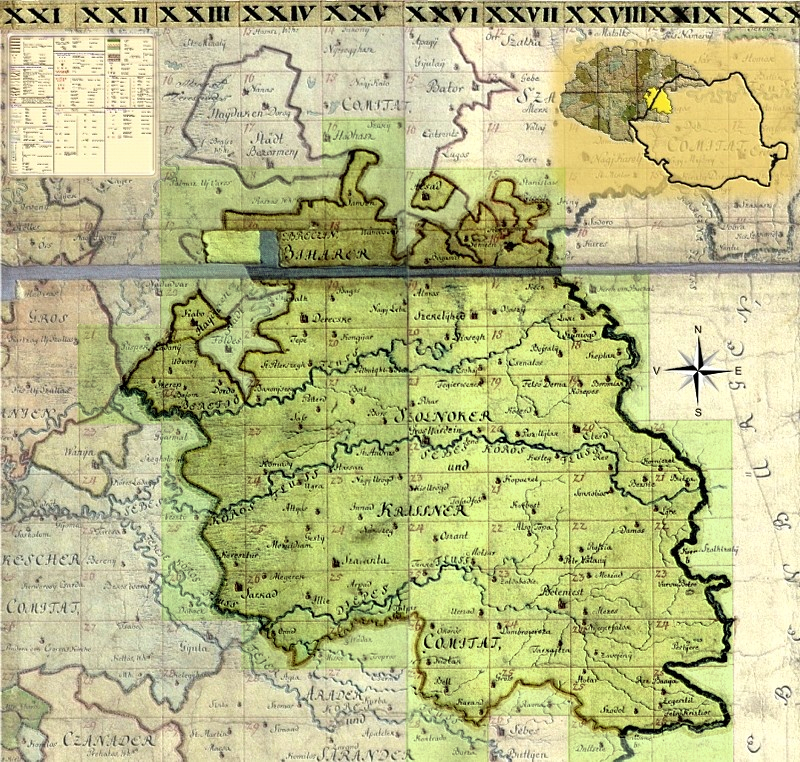
Aus dem Komitat Bihar wurde das Komitat Hajdú-Bihar in Ungarn und Bihor in Rumänien

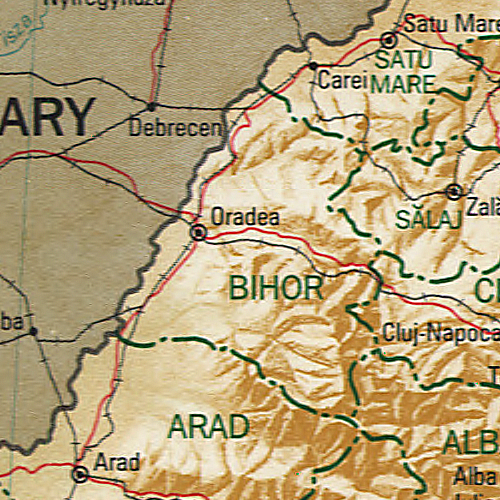
Karte des Kreises Bihor

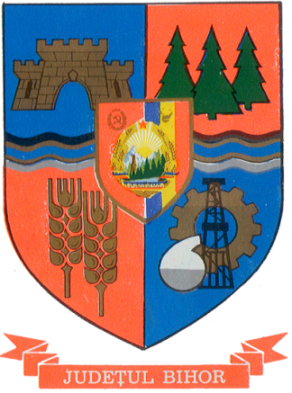
Wappen des Kreises Bihor, zur Zeit des Realsozialismus

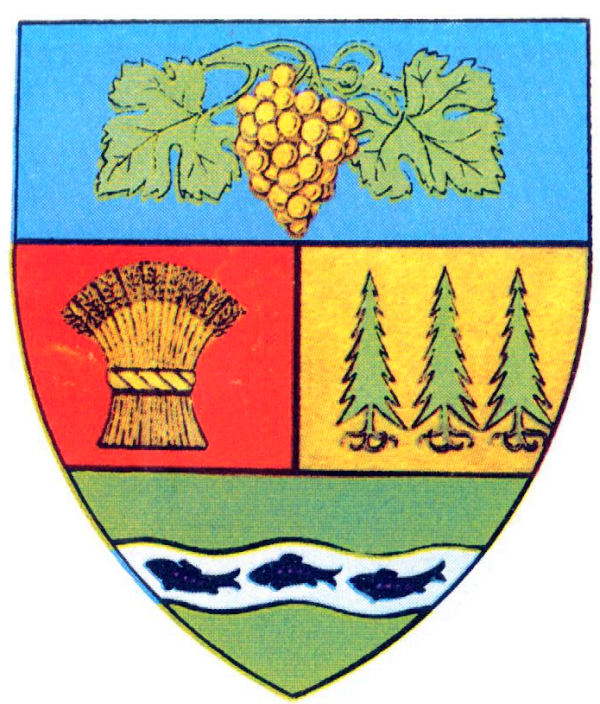
Wappen des Kreises Bihor, in der Zwischenkriegszeit

Bihor (Ausspracheⓘ, ungarisch Bihar megye) ist ein rumänischer Kreis (Județ) im Kreischgebiet mit der Kreisstadt Oradea (deutsch Großwardein, ungarisch Nagyvárad). Seine gängige Abkürzung und das Kfz-Kennzeichen ist BH.
Der Kreis Bihor grenzt im Norden an den Kreis Satu Mare, im Osten an die Kreise Sălaj und Cluj, im Süden an die Kreise Alba und Arad und im Westen an Ungarn.

## Bevölkerung
Die Einwohnerzahl einiger Ethnien im Kreis Bihor entwickelte sich ab 1930 wie folgt:
| Jahr | Einwohner | Rumänen | Magyaren | Deutsche | Roma   | Slowaken | Serben | Juden  |
| ---- | --------- | ------- | -------- | -------- | ------ | -------- | ------ | ------ |
| 1930 | 527.216   | 308.478 | 171.907  | 2.370    | 6.211  | 12.365   | 133    | 23.709 |
| 1956 | 574.488   | 362.345 | 194.883  | 874      | 3.333  | 6.726    | 51     | 4.878  |
| 1966 | 586.460   | 377.837 | 192.948  | 1.106    | 3.678  | 7.813    | 114    | 1.798  |
| 1977 | 633.094   | 409.770 | 199.615  | 1.417    | 12.014 | 8.079    | 392    | 910    |
| 1992 | 638.863   | 425.097 | 181.703  | 1.593    | 21.796 | 7.793    | 49     | 354    |
| 2002 | 600.246   | 404.468 | 155.829  | 1.163    | 30.089 | 7.370    | 35     | 224    |
| 2011 | 575.398   | 366.245 | 138.213  | 735      | 34.640 | 6.091    | 26     | 176    |
| 2021 | 551.297   | 347.148 | 112.387  | 529      | 36.837 | 4.860    | 25     | 135    |

### Ethnische Gruppen
Die Bevölkerung bestand gemäß dem Zensus von 2002 aus folgenden ethnischen Gruppen:
- Rumänen: 404.468 (67,38 %)
- Ungarn: 155.829 (25,96 %)
- Roma: 30.089 (5,01 %)
- Slowaken: 7.370 (1,22 %)
- Deutsche: 1.163 (0,19 %)
- Juden: 224
- Ukrainer: 198
- Lipowaner: 75
- Griechen: 74
- Serben: 35
- Bulgaren: 31
- Polen: 22
- Tschechen: 15
- Türken: 15
- Armenier: 12
- Kroaten: 4

### Religion
Folgende Religionen waren 2002 gemäß dem Zensus vertreten:
- Rumänisch-Orthodox: 357.996 (59,6 %)
- Reformiert: 107.817 (18,0 %)
- römisch-katholische Kirche: 55.555 (9,3 %)
- Pfingstgemeinde: 34.460 (5,7 %)
- Baptisten: 22.366 (3,7 %)
- Griechisch-Katholisch: 14.086 (2,3 %)
- Siebenten-Tags-Adventisten: 1.858 (0,3 %)
- Atheisten: 1.155 (0,2 %)
- Juden: 210
- Moslems: 175
- Gesamtzahl der Protestanten: 166.501 (27,7 %)

## Geographie
Der Kreis hat eine Gesamtfläche von 7544 km², dies entspricht 3,16 % der Fläche Rumäniens. Er liegt im Nordwesten Rumäniens und der historischen Region Siebenbürgen an der Westgrenze zu Ungarn. Topographisch betrachtet gehört Bihor noch zur Pannonischen Tiefebene, wird aber aus historischen Gründen zu Siebenbürgen – genauer zum sog. Partium – gerechnet, welches aber im engeren Sinne erst östlich der Westkarpaten liegt. Eine andere Umschreibung des Gebiets, in dem der Kreis Bihor liegt, leitet sich von den Flüssen ab, die von den Westkarpaten kommend durch sein Gebiet in ost-westlicher Richtung fließen, nämlich von der Schnellen Kreisch (rumänisch Crișul Repede) und der Schwarzen Kreisch (Crișul Negru), weshalb die Region (zusammen mit Teilen des Kreises Arad) auch Kreischgebiet genannt wird.

## Städte und Gemeinden

### Status der Ortschaften
Der Kreis Bihor besteht offiziell aus 460 Ortschaften. Davon haben zehn den Status einer Stadt und 91 den einer Gemeinde. Die übrigen sind administrativ den Städten und Gemeinden zugeordnet.

### Größte Orte
| Stadt/Gemeinde                                              | Einwohner |
| ----------------------------------------------------------- | --------- |
| Oradea (dt. Großwardein, ung. Nagyvárad, sk. Veľký Varadín) | 183.105   |
| Salonta (dt. Großsalontha, ung. Nagyszalonta)               | 015.792   |
| Marghita (dt. Margarethen, ung. Margitta)                   | 013.573   |
| Sânmartin (ung. Váradszentmárton)                           | 012.448   |
| Săcueni (dt. Zickelhid, ung. Székelyhíd)                    | 010.720   |
| Beiuș (ung. Belényes)                                       | 009.745   |
| Aleșd (ung. Élesd)                                          | 009.662   |
| Valea lui Mihai (ung. Érmihályfalva)                        | 008.969   |
| Oșorhei (ung. Fugyivásárhely)                               | 008.536   |
| Tinca (ung. Tenke)                                          | 007.429   |
| Nojorid (ung. Nagyürögd)                                    | 006.765   |
| Diosig (ung. Bihardiószeg)                                  | 006.546   |
|                                                             |           |
| Ștei (ung. Vaskohsziklás)                                   | 005.398   |
| Vașcău (ung. Vaskoh)                                        | 002.025   |
| Nucet (ung. Diófás)                                         | 001.987   |
| (Stand: 1. Dezember 2021)                                   |           |